# Saoedi-Arabisch voetbalelftal (mannen)
Het Saoedi-Arabisch voetbalelftal is een team van voetballers dat Saoedi-Arabië vertegenwoordigt bij internationale wedstrijden en competities, zoals de kwalificatiewedstrijden voor het wereldkampioenschap voetbal en de strijd om het Aziatisch kampioenschap voetbal.

## Geschiedenis

### 1957-1992 Twee keer Aziatisch kampioen
In 1957 speelde Saoedi-Arabië zijn eerste internationale wedstrijd, het speelde met 1-1 gelijk tegen Libanon. Voor het Aziatisch kampioenschap van 1976 plaatste het land zich, maar het trok zich terug. Voor het WK van 1978 schreef het land zich voor de eerste keer in voor WK-kwalificatie wedstrijden, het won alleen de thuiswedstrijd van Syrië, maar de uitwedstrijd en beide wedstrijden tegen Iran gingen verloren. In de strijd om de tickets voor het WK van 1982 plaatsten de Arabieren zich voor de finale-poule, maar het speelde slechts één keer gelijk in zes wedstrijden. Dieptepunt was een 0-5 thuisnederlaag tegen Nieuw-Zeeland.

#### Azië Cup 1984
In 1984 nam voor het eerst deel aan een groot toernooi, de Azië Cup in Singapore. De Arabieren haalden de halve finale door gelijke spelen tegen Zuid-Korea en Qatar (twee keer 1-1) en 1-0 overwinningen op Syrië en Koeweit. In de halve finale tegen Iran leek Saoedi-Arabië opnieuw met een minimale zege de winst te behalen, maar tien minuten voor tijd scoorde Iran de gelijkmaker. Strafschoppen moesten de beslissing brengen, Iran miste één strafschop en Saoedi-Arabië haalde de finale. In de finale scoorde het land voor de eerste keer meer dan één doelpunt, het won met 2-0 van China door doelpunten van Shaye Al-Nafisah en Majed Abdullah.

#### Azië Cup 1988
Vier jaren later verdedigde Saoedi-Arabië zijn titel in Qatar. De eerste ronde van het toernooi werd overleefd door een 2-0 zege op Syrië, een 0-0 gelijkspel tegen Koeweit, 1-1 tegen Bahrein en een 1-0 overwinning op China. Majed Abdullah scoorde het enige doelpunt in de halve finale tegen Iran, waardoor voor de tweede achtereenvolgende keer de finale werd gehaald. In de finale tegen Zuid-Korea werd niet gescoord, waarna Saoedi-Arabië met 4-3 de strafschoppen won, Fahad Al-Bishi schoot de beslissende strafschop raak. In zes wedstrijden scoorde de kampioen slechts vijf keer en had het maar één tegendoelpunt te incasseren. Beide prijzen werden behaald onder Braziliaanse bondscoaches, in 1984 won Mário Zagallo, in 1988 Carlos Alberto Parreira. In 1994 zou Brazilië wereldkampioen worden met Parreira als bondscoach en Zagallo als assistent.

#### WK 1986 - 1990
Hoe succesvol het land was in Aziatische toernooien, hoe onfortuinlijk was het land in kwalificatie-groepen voor het WK. Voor het WK van 1986 was Saoedi-Arabië al in de eerste ronde uitgeschakeld, één doelpunt in twee wedstrijden tegen de Verenigde Arabische Emiraten was hiervoor beslissend. Voor het WK van 1990 werd wel de eerste ronde overleefd, na een zeldzame doelpuntrijke wedstrijd tegen Syrië (5-4) was een doelpuntloos gelijkspel in Damascus genoeg om de finale-poule te halen. De finale-poule bestond uit zes landen, die een toernooi speelde in Singapore. Het toernooi werd geen succes, het eindigde op de vijfde en voorlaatste plaats door in de laatste wedstrijd te winnen van Noord-Korea.

#### Azië Cup 1992
In 1992 moest de Aziatische titel opnieuw verdedigd worden, deze keer in Japan. De start was stroef met gelijke spelen tegen China en Qatar, maar door een 4-0 overwinning op Thailand werd de halve finale toch gehaald. Een 2-0 overwinning op de Verenigde Arabische Emiraten zorgde opnieuw voor een finale-plaats, maar in Hiroshima kwam een einde aan de Arabische zegereeks sinds 1984 door een 1-0 nederlaag tegen Japan. Nelson Roha was de verantwoordelijke coach, ondanks alle successen van de Arabieren werden twaalf bondscoaches in acht jaar versleten.

### 1992-2006 vier WK's op rij

#### WK 1994

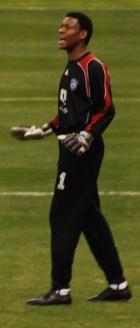
Mohammed Al-Deayea (2010)

Een nieuwe Braziliaanse coach Candelo moest Saoedi-Arabië de eerste WK-ticket bezorgen. In de eerste ronde was Koeweit de voornaamste tegenstander, in de laatste wedstrijd werd met een 2-0 overwinning op Koeweit de finale-ronde veilig gesteld. In een toernooi in Qatar waren de verschillen tussen de zes deelnemers bijzonder klein, na drie gelijke spelen en één overwinning stond Saoedi-Arabië samen met Japan bovenaan met één punt voorsprong op drie andere landen. Een 4-3 zege op Iran leverde uiteindelijk de WK-ticket op. De stoelendans rond de bondscoach bleef doorgaan, Candelo werd ontslagen en opgevolgd door Leo Beenhakker met Wim Jansen als assistent. Zonder één wedstrijd te spelen werd ook Beenhakker ontslagen, waarna uiteindelijk de Argentijn Jorge Solari het WK in de Verenigde Staten zou leiden. In de eerste wedstrijd tegen Nederland namen de Arabieren een 1-0 voorsprong door een doelpunt van Fuad Anwar Amin, in de tweede helft werd de voorsprong weggegeven en er werd met 2-1 verloren na een inschattingsfout van doelman Mohammed Al-Deayea. In de "Arabische derby" tegen Marokko boekten de "woestijnvossen" hun eerste overwinning en bleef de kans op de achtste finales bestaan. Tegen België kende de ploeg een vliegende start, in de vijfde minuut begon Saeed Al-Owairan een lange rush vanuit zijn eigen helft en slalomde succesvol door de Belgische verdediging. Het was het enige doelpunt van de wedstrijd en Saoedi-Arabië werd na Noord-Korea het tweede Aziatische land dat de eerste ronde overleefde. Later werd het doelpunt bekroond als het zesde doelpunt van de eeuw ooit gescoord op een WK. In de achtste finale was Zweden met 3-1 te sterk.

#### Azië Cup 1996
In 1996 ontbrak Saoeed-Al Owairan in de selectie voor het Aziatisch Kampioenschap, hij werd gearresteerd vanwege het drinken van alcohol en het flirten met vrouwen tijdens de ramadan. In het toernooi in de Verenigde Arabische Emiraten begon Saoedi-Arabië goed met een 6-0 zege op Thailand en een 1-0 overwinning op Irak. In de kwartfinales stond het land na 16 minuten met 2-0 achter tegen China, maar uiteindelijk werd met 4-3 gewonnen. Het waren meteen de laatste doelpunten van de Arabieren dit toernooi, zowel de halve finale als de finale moesten na strafschoppen beslist worden na een doelpuntloos gelijkspel. Iran, dat in de eerste ronde nog met 3-0 won werd in de halve finales verslagen na een 4-3 score in strafschoppen. In de finale waren de Verenigde Arabische Emiraten de tegenstander, voor 60.000 toeschouwers werd de strafschoppenserie met 3-1 gewonnen, Khalid Al-Muwallid zorgde voor de derde Aziatische titel. De Portugees Nelo Vingada was de coach, die volgens goed Arabisch gebruik voor een korte periode werkzaam was.

#### WK 1998
In een finale-poule voor kwalificatie voor het WK van 1998 had Saoedi-Arabië na vijf wedstrijden vier punten achterstand op Iran. Een 1-0 zege op Iran zorgde voor nieuwe hoop en na een nederlaag van Iran tegen Qatar was een zege op hetzelfde Qatar beslissend om opnieuw het WK te halen, Ibrahim Al-Shahrani zorgde voor het enige doelpunt. De Duitser Otto Pfister zorgde voor dit succes, maar werd ontslagen na zijn klacht over bemoeienissen van de koninklijke familie rond de nationale ploeg. Carlos Alberto Parreira werd aangesteld als zijn opvolger, maar hij werd nog tijdens het WK in Frankrijk ontslagen na nederlagen tegen Denemarken (1-0) en Frankrijk (4-0). Onder assistent Mohammed Al-Kharashy eindigde Saoedi-Arabië het toernooi met een 2-2 gelijkspel tegen Zuid-Afrika.

#### Azië Cup 2000
De Azië Cup 2000 werd gehouden in Libanon, de eerste wedstrijd werd met 4-1 verloren van Japan. Na een doelpuntloos gelijkspel tegen Qatar zorgde een 5-0 zege op Oezbekistan voor kwalificatie voor de kwartfinales. Koeweit was de tegenstander en door een "golden goal" van Nawaf Al-Temyat werd in de verlenging de halve finales gehaald. Een 2-1 zege op Zuid-Korea zorgde voor de vijfde achtereenvolgende finaleplaats, maar in de finale was wederom Japan te sterk.

#### WK 2002
Net als in 1998 was in 2002 Iran de voornaamste tegenstander voor een WK-ticket. Op de laatste speeldag had Saoedi-Arabië één punt achterstand, maar terwijl Iran van Bahrein verloor won Saoedi-Arabië met 4-0 van Thailand en was de derde achtereenvolgende deelname aan een WK veilig gesteld. Het WK in Zuid-Korea en Japan kon niet slechter beginnen, Duitsland won met 8-0, Miroslav Klose scoorde drie doelpunten. Ook van Kameroen en Ierland werd verloren en Saoedi-Arabië eindigde het toernooi met nul doelpunten voor en twaalf doelpunten tegen.

#### Azië Cup 2004
Ook de Azië Cup van 2004 was een teleurstelling, tegen Turkmenistan werd met 2-2 gelijk gespeeld, maar nederlagen tegen Oezbekistan en Irak zorgde voor een voortijdige uitschakeling.

#### WK 2006
Kwalificatie voor het WK van 2006 verliep rimpelloos, Saoedi-Arabië won twee keer van Zuid-Korea en had negen punten voorsprong op nummer drie Oezbekistan. Op het WK in Duitsland liet Saudi-Arabië de winst glippen in zijn eerste wedstrijd van het toernooi tegen Tunesië, ver in blessuretijd werd de gelijkmaker van de Afrikanen gescoord: 2-2. Nederlagen tegen Oekraïne (4-0) en Spanje (1-0) zorgden opnieuw voor een voortijdige uitschakeling. Na het WK namen doelman Mohammed Al-Deayea en spits Sami Al-Jaber afscheid van het nationaal team, zij waren op alle vier WK's actief en speelden respectievelijk 181 en 163 interlands.

### 2006 - heden, sof onder Rijkaard, plaatsing onder Van Marwijk

#### Azië Cup 2007
Nog één keer richtte Saoedi-Arabië zich op als een Aziatische grootmacht, op het Aziatisch kampioenschap van 2007 haalde het land voor de zesde keer de finale na een gelijkspel tegen Zuid-Korea en overwinningen op Indonesië (2-1), Bahrein (4-0), Oezbekistan (2-1) en Japan (3-2). In de finale in Djakarta wachtte de verrassende finalist Irak, een land dat verscheurd was door een burgeroorlog. Irak won de finale met 1-0 door een doelpunt van Younis Mahmoud en de hoogtijdagen van het Arabische voetbal waren voorbij. In 2011 en 2015 kwam Saoedi-Arabië niet verder dan de voorronde van het Aziatisch Kampioenschap.

#### WK 2010
Ook kwam er een einde aan een serie WK-deelnames, in de finale-ronde was er halverwege de cyclus een vierde plaats in de groep met slechts één overwinning en twee nederlagen tegen zowel Zuid- als Noord-Korea. Een overwinning in Teheran tegen aartsrivaal Iran gaf het land weer hoop en op de laatste speeldag stond Saoedi-Arabië gelijk met Noord-Korea, maar door een slechter doelsaldo moest er gewonnen worden. De wedstrijd eindigde echter in een doelpuntloos gelijkspel, maar dankzij een derde plaats was er nog een herkansing in de Play-Offs mogelijk. Na een doelpuntloos gelijkspel in Bahrein stond het in de return 1-1 na 90 minuten en stond Saoedi-Arabië op de rand van uitschakeling. In de blessuretijd scoorde Hamad Al-Montashari voor de Saoedi's, maar een doelpunt van de Bahreini in de laatste seconde zorgde voor totale deceptie.

#### WK 2014
Om het WK van 2014 wel te halen werd Frank Rijkaard aangesteld, iemand die zowel als speler als trainer de absolute top had gehaald. In de derde ronde had Rijkaard meteen problemen, in een groep met Australië, Oman en Thailand als tegenstanders hadden de Saoedi's voor de laatste speeldag maar één overwinning geboekt. Men moest nu winnen in de uitwedstrijd van het al geplaatste Australië om de finale-poule te bereiken. Een kwartier voor tijd stonden de Saoedi's met 1-2 voor, maar in het laatste kwartier stortte de ploeg in elkaar: 4-2. Oman plaatste zich nu voor de finale-poule en Rijkaard werd ontslagen.

#### WK 2018
Na één wedstrijd in de strijd om een ticket voor het WK van 2018 werd Bert van Marwijk aangesteld, de voormalige coach van het Nederlands elftal. Kwalificatie voor de finale-poule leverde weinig problemen op, de ploeg was daardoor ook automatisch geplaatst voor de Azië Cup in 2019. Saoedi-Arabië had een sterke start, na vier wedstrijden werd er alleen puntverlies geleden thuis tegen Australië. Op de vijfde speeldag werd met 2-1 van Japan verloren en stond de ploeg gelijk met Japan met één punt voorsprong op Australië. Op de achtste en negende speeldag werd er zowel van Australië en de Verenigde Arabische Emiraten verloren en moest van het al geplaatste Japan gewonnen worden om Australië op doelsaldo voor te blijven. Invaller Fahad Al-Muwallad zorgde voor de winnende treffer van Saoedi-Arabië. Van Marwijk zou het WK echter niet halen, een week na het succes stelde een nieuwe voetbaltop de Argentijn Edgardo Bauza aan als nieuwe bondscoach. Het WK in Rusland begon met een sof, in de openingswedstrijd verloor het land met 5-0 van het gastland. Na een 1-0-nederlaag tegen Uruguay was de ploeg definitief uitgeschakeld. Een 2-1-overwinning op Egypte mocht niet meer baten.

## Overzicht resultaten internationale toernooien

### Wereldkampioenschap
| Wereldkampioenschap voetbal overzicht | Wereldkampioenschap voetbal overzicht | Wereldkampioenschap voetbal overzicht | Wereldkampioenschap voetbal overzicht | Wereldkampioenschap voetbal overzicht | Wereldkampioenschap voetbal overzicht | Wereldkampioenschap voetbal overzicht | Wereldkampioenschap voetbal overzicht | Wereldkampioenschap voetbal overzicht | Wereldkampioenschap voetbal overzicht |
| Jaar                                  | Ronde                                 | Wed.                                  | W                                     | G                                     | V                                     | DV                                    | DT                                    | Kwal                                  |                                       |
| ------------------------------------- | ------------------------------------- | ------------------------------------- | ------------------------------------- | ------------------------------------- | ------------------------------------- | ------------------------------------- | ------------------------------------- | ------------------------------------- | ------------------------------------- |
| 1978                                  | Niet gekwalificeerd                   | Niet gekwalificeerd                   | Niet gekwalificeerd                   | Niet gekwalificeerd                   | Niet gekwalificeerd                   | Niet gekwalificeerd                   | Niet gekwalificeerd                   | Niet gekwalificeerd                   |                                       |
| 1982                                  | Niet gekwalificeerd                   | Niet gekwalificeerd                   | Niet gekwalificeerd                   | Niet gekwalificeerd                   | Niet gekwalificeerd                   | Niet gekwalificeerd                   | Niet gekwalificeerd                   | Niet gekwalificeerd                   |                                       |
| 1986                                  | Niet gekwalificeerd                   | Niet gekwalificeerd                   | Niet gekwalificeerd                   | Niet gekwalificeerd                   | Niet gekwalificeerd                   | Niet gekwalificeerd                   | Niet gekwalificeerd                   | Niet gekwalificeerd                   |                                       |
| 1990                                  | Niet gekwalificeerd                   | Niet gekwalificeerd                   | Niet gekwalificeerd                   | Niet gekwalificeerd                   | Niet gekwalificeerd                   | Niet gekwalificeerd                   | Niet gekwalificeerd                   | Niet gekwalificeerd                   |                                       |
| 1994                                  | Achtste finale                        | 4                                     | 2                                     | 0                                     | 2                                     | 5                                     | 6                                     | (Kwal.)                               |                                       |
| 1998                                  | Groepsfase                            | 3                                     | 0                                     | 1                                     | 2                                     | 2                                     | 7                                     | (Kwal.)                               |                                       |
| 2002                                  | Groepsfase                            | 3                                     | 0                                     | 0                                     | 3                                     | 0                                     | 12                                    | (Kwal.)                               |                                       |
| 2006                                  | Groepsfase                            | 3                                     | 0                                     | 1                                     | 2                                     | 2                                     | 7                                     | (Kwal.)                               |                                       |
| 2010                                  | Niet gekwalificeerd                   | Niet gekwalificeerd                   | Niet gekwalificeerd                   | Niet gekwalificeerd                   | Niet gekwalificeerd                   | Niet gekwalificeerd                   | Niet gekwalificeerd                   | Niet gekwalificeerd                   |                                       |
| 2014                                  | Niet gekwalificeerd                   | Niet gekwalificeerd                   | Niet gekwalificeerd                   | Niet gekwalificeerd                   | Niet gekwalificeerd                   | Niet gekwalificeerd                   | Niet gekwalificeerd                   | Niet gekwalificeerd                   |                                       |
| 2018                                  | Groepsfase                            | 3                                     | 1                                     | 0                                     | 2                                     | 2                                     | 7                                     | (Kwal)                                |                                       |
| 2022                                  | Groepsfase                            | 3                                     | 1                                     | 0                                     | 2                                     | 3                                     | 5                                     | (Kwal)                                |                                       |
| 2026                                  | Kwalificatie nog niet begonnen        | Kwalificatie nog niet begonnen        | Kwalificatie nog niet begonnen        | Kwalificatie nog niet begonnen        | Kwalificatie nog niet begonnen        | Kwalificatie nog niet begonnen        | Kwalificatie nog niet begonnen        | Kwalificatie nog niet begonnen        |                                       |
| Totaal                                | 6 keer                                | 19                                    | 4                                     | 2                                     | 13                                    | 14                                    | 44                                    |                                       |                                       |

### Confederations Cup
| Koning Fahd Cup overzicht    | Koning Fahd Cup overzicht | Koning Fahd Cup overzicht | Koning Fahd Cup overzicht | Koning Fahd Cup overzicht | Koning Fahd Cup overzicht | Koning Fahd Cup overzicht | Koning Fahd Cup overzicht | Koning Fahd Cup overzicht |
| Jaar                         | Ronde                     | Wed.                      | W                         | G                         | V                         | DV                        | DT                        |                           |
| ---------------------------- | ------------------------- | ------------------------- | ------------------------- | ------------------------- | ------------------------- | ------------------------- | ------------------------- | ------------------------- |
| 1992                         | Tweede                    | 2                         | 1                         | 0                         | 1                         | 4                         | 3                         |                           |
| 1995                         | Groepsfase                | 2                         | 0                         | 2                         | 0                         | 0                         | 4                         |                           |
| Confederations Cup overzicht |                           |                           |                           |                           |                           |                           |                           |                           |
| 1997                         | Groepsfase                | 3                         | 1                         | 0                         | 2                         | 1                         | 8                         |                           |
| 1999                         | Vierde                    | 5                         | 1                         | 1                         | 3                         | 8                         | 16                        |                           |
| Totaal                       | 4 keer                    | 12                        | 3                         | 1                         | 8                         | 13                        | 31                        |                           |

### Aziatisch kampioenschap
| 1976 | Teruggetrokken (na kwalificatie) | Teruggetrokken (na kwalificatie) | Teruggetrokken (na kwalificatie) | Teruggetrokken (na kwalificatie) | Teruggetrokken (na kwalificatie) | Teruggetrokken (na kwalificatie) | Teruggetrokken (na kwalificatie) | Teruggetrokken (na kwalificatie) |
| 1980 | Teruggetrokken                   | Teruggetrokken                   | Teruggetrokken                   | Teruggetrokken                   | Teruggetrokken                   | Teruggetrokken                   | Teruggetrokken                   | Teruggetrokken                   |
| 1984 | Kampioen                         | 6                                | 3                                | 3                                | 0                                | 7                                | 3                                | (Kwal.)                          |
| 1988 | Kampioen                         | 6                                | 3                                | 3                                | 0                                | 5                                | 1                                |                                  |
| 1992 | Tweede                           | 5                                | 2                                | 2                                | 1                                | 8                                | 3                                |                                  |
| 1996 | Kampioen                         | 6                                | 3                                | 2                                | 1                                | 11                               | 6                                | (Kwal.)                          |
| 2000 | Tweede                           | 6                                | 3                                | 1                                | 2                                | 11                               | 8                                |                                  |
| 2004 | Groepsfase                       | 6                                | 4                                | 1                                | 1                                | 12                               | 6                                | (Kwal.)                          |
| 2007 | Tweede                           | 6                                | 4                                | 1                                | 1                                | 12                               | 6                                | (Kwal.)                          |
| 2011 | Groepsfase                       | 3                                | 0                                | 0                                | 3                                | 1                                | 8                                |                                  |
| 2015 | Groepsfase                       | 3                                | 1                                | 0                                | 2                                | 5                                | 5                                | (Kwal.)                          |
| 2019 | Achtste finale                   | 4                                | 2                                | 0                                | 2                                | 6                                | 3                                | (Kwal)                           |
| 2023 | Achtste finale                   | 4                                | 2                                | 2                                | 0                                | 5                                | 2                                | (Kwal.)                          |
| 2027 |                                  |                                  |                                  |                                  |                                  |                                  |                                  |                                  |

### West-Aziatisch kampioenschap
| West-Azië Cup overzicht | West-Azië Cup overzicht | West-Azië Cup overzicht | West-Azië Cup overzicht | West-Azië Cup overzicht | West-Azië Cup overzicht | West-Azië Cup overzicht | West-Azië Cup overzicht | West-Azië Cup overzicht |
| Jaar                    | Ronde                   | Wed.                    | W                       | G                       | V                       | DV                      | DT                      |                         |
| ----------------------- | ----------------------- | ----------------------- | ----------------------- | ----------------------- | ----------------------- | ----------------------- | ----------------------- | ----------------------- |
| 2012                    | Groepsfase              | 3                       | 1                       | 1                       | 1                       | 1                       | 1                       |                         |
| 2014                    | Groepsfase              | 2                       | 0                       | 1                       | 1                       | 1                       | 4                       |                         |
| 2019                    | Groepsfase              | 3                       | 0                       | 1                       | 2                       | 1                       | 5                       |                         |

### Golf Cup of Nations
| Golf Cup of Nations overzicht | Golf Cup of Nations overzicht | Golf Cup of Nations overzicht | Golf Cup of Nations overzicht | Golf Cup of Nations overzicht | Golf Cup of Nations overzicht | Golf Cup of Nations overzicht | Golf Cup of Nations overzicht | Golf Cup of Nations overzicht |
| Jaar                          | Ronde                         | Wed.                          | W                             | G                             | V                             | DV                            | DT                            |                               |
| ----------------------------- | ----------------------------- | ----------------------------- | ----------------------------- | ----------------------------- | ----------------------------- | ----------------------------- | ----------------------------- | ----------------------------- |
| 1970                          | Derde                         | 3                             | 0                             | 2                             | 1                             | 2                             | 4                             |                               |
| 1972                          | Tweede                        | 3                             | 2                             | 1                             | 0                             | 10                            | 2                             |                               |
| 1974                          | Tweede                        | 4                             | 3                             | 0                             | 1                             | 9                             | 6                             |                               |
| 1976                          | Vijfde                        | 6                             | 2                             | 0                             | 4                             | 8                             | 14                            |                               |
| 1979                          | Derde                         | 6                             | 3                             | 2                             | 1                             | 14                            | 4                             |                               |
| 1982                          | Vierde                        | 5                             | 2                             | 1                             | 2                             | 6                             | 4                             |                               |
| 1984                          | Derde                         | 6                             | 3                             | 1                             | 2                             | 9                             | 8                             |                               |
| 1986                          | Derde                         | 6                             | 3                             | 0                             | 3                             | 9                             | 9                             |                               |
| 1988                          | Derde                         | 6                             | 2                             | 3                             | 1                             | 5                             | 4                             |                               |
| 1990                          | Geen deelname                 | Geen deelname                 | Geen deelname                 | Geen deelname                 | Geen deelname                 | Geen deelname                 | Geen deelname                 |                               |
| 1992                          | Derde                         | 5                             | 3                             | 0                             | 2                             | 6                             | 4                             |                               |
| 1994                          | Kampioen                      | 5                             | 4                             | 1                             | 0                             | 10                            | 4                             |                               |
| 1996                          | Derde                         | 5                             | 2                             | 2                             | 1                             | 8                             | 6                             |                               |
| 1998                          | Tweede                        | 5                             | 3                             | 2                             | 0                             | 5                             | 2                             |                               |
| 2002                          | Kampioen                      | 5                             | 4                             | 1                             | 0                             | 10                            | 3                             |                               |
| 2003                          | Kampioen                      | 6                             | 4                             | 2                             | 0                             | 8                             | 2                             |                               |
| 2004                          | Groepsfase                    | 3                             | 1                             | 0                             | 2                             | 4                             | 5                             |                               |
| 2007                          | Halve finale                  | 4                             | 2                             | 1                             | 1                             | 4                             | 3                             |                               |
| 2009                          | Tweede                        | 5                             | 3                             | 2                             | 0                             | 10                            | 0                             |                               |
| 2010                          | Tweede                        | 5                             | 2                             | 2                             | 1                             | 6                             | 2                             |                               |
| 2013                          | Groepsfase                    | 3                             | 1                             | 0                             | 2                             | 2                             | 3                             |                               |
| 2014                          | Tweede                        | 5                             | 3                             | 1                             | 1                             | 9                             | 5                             |                               |
| 2017                          | Groepsfase                    | 3                             | 1                             | 1                             | 1                             | 2                             | 3                             |                               |
| 2019                          | Tweede                        | 5                             | 3                             | 0                             | 2                             | 7                             | 5                             |                               |
| 2023                          | Groepsfase                    | 3                             | 1                             | 0                             | 2                             | 3                             | 4                             |                               |

### Arab Nations Cup
| Arab Nations Cup overzicht | Arab Nations Cup overzicht | Arab Nations Cup overzicht | Arab Nations Cup overzicht | Arab Nations Cup overzicht | Arab Nations Cup overzicht | Arab Nations Cup overzicht | Arab Nations Cup overzicht | Arab Nations Cup overzicht |
| Jaar                       | Ronde                      | Wed.                       | W                          | G                          | V                          | DV                         | DT                         |                            |
| -------------------------- | -------------------------- | -------------------------- | -------------------------- | -------------------------- | -------------------------- | -------------------------- | -------------------------- | -------------------------- |
| 1985                       | Derde                      | 4                          | 2                          | 1                          | 1                          | 7                          | 3                          |                            |
| 1988                       | Groepsfase                 | 4                          | 0                          | 2                          | 2                          | 1                          | 4                          |                            |
| 1992                       | Tweede                     | 4                          | 2                          | 1                          | 1                          | 7                          | 5                          |                            |
| 1998                       | Kampioen                   | 4                          | 4                          | 0                          | 0                          | 12                         | 3                          |                            |
| 2002                       | Kampioen                   | 6                          | 5                          | 1                          | 0                          | 11                         | 3                          |                            |
| 2012                       | Vierde                     | 4                          | 1                          | 1                          | 2                          | 6                          | 5                          |                            |
| FIFA Arab Cup overzicht    |                            |                            |                            |                            |                            |                            |                            |                            |
| 2021                       | Groepsfase                 | 3                          | 0                          | 1                          | 2                          | 1                          | 3                          |                            |

### Gold Cup
Saoedi-Arabië is weliswaar geen lid van de CONCACAF, maar werd voor dit toernooi uitgenodigd.
| CONCACAF Gold Cup overzicht | CONCACAF Gold Cup overzicht | CONCACAF Gold Cup overzicht | CONCACAF Gold Cup overzicht | CONCACAF Gold Cup overzicht | CONCACAF Gold Cup overzicht | CONCACAF Gold Cup overzicht | CONCACAF Gold Cup overzicht | CONCACAF Gold Cup overzicht |
| Jaar                        | Ronde                       | Wed.                        | W                           | G                           | V                           | DV                          | DT                          |                             |
| --------------------------- | --------------------------- | --------------------------- | --------------------------- | --------------------------- | --------------------------- | --------------------------- | --------------------------- | --------------------------- |
| 2025                        | Kwartfinale                 | 4                           | 1                           | 1                           | 2                           | 2                           | 4                           |                             |

## Huidige selectie
De selectie van Saudi-Arabië voor de WK-kwalificatiewedstrijden tegen  Bahrein en  Australië in juni 2025:
De statistieken zijn bijgewerkt tot en met de uitwedstrijd tegen  Bahrein op 5 juni 2025.
| №           | Naam                 | Wed. | Dlpnt. | Club          |
| ----------- | -------------------- | ---- | ------ | ------------- |
| Doel        |                      |      |        |               |
| 1           | Nawaf Al-Aqidi       | 5    | 0      | Al-Fateh      |
| 21          | Abdulrahman Al-Sanbi | 0    | 0      | Al-Ahli       |
| 22          | Ahmed Al-Kassar      | 8    | 0      | Al-Qadsiah    |
| Verdediging |                      |      |        |               |
| 2           | Muhannad Shanqeeti   | 4    | 0      | Al-Ittihad    |
| 3           | Ali Lajami           | 16   | 1      | Al-Hilal      |
| 4           | Abdulelah Al-Amri    | 25   | 1      | Al-Ittihad    |
| 5           | Abdullah Madu        | 15   | 0      | Al-Ettifaq    |
| 12          | Saud Abdulhamid      | 38   | 1      | AS Roma       |
| 13          | Nawaf Al-Boushal     | 4    | 0      | Al-Nassr      |
| 14          | Hassan Kadesh        | 11   | 2      | Al-Ittihad    |
| 17          | Mohammed Sulaiman    | 0    | 0      | Al-Ahli       |
| 26          | Ali Majrashi         | 3    | 0      | Al-Ahli       |
| Middenveld  |                      |      |        |               |
| 6           | Ali Al-Hassan        | 13   | 1      | Al-Nassr      |
| 7           | Mukhtar Ali          | 11   | 0      | Al-Ettifaq    |
| 10          | Faisal Al-Ghamdi     | 12   | 1      | Beerschot VA  |
| 16          | Ziyad Al-Johani      | 1    | 0      | Al-Ahli       |
| 23          | Ali Al-Asmari        | 5    | 0      | NEOM SC       |
| Aanval      |                      |      |        |               |
| 8           | Marwam Al-Sahafi     | 5    | 0      | Beerschot VA  |
| 9           | Firas Al-Buraikan    | 47   | 9      | Al-Ahli       |
| 11          | Saleh Al-Shehri      | 36   | 14     | Al-Ittihad    |
| 15          | Ayman Yahya          | 10   | 0      | Al-Nassr      |
| 18          | Muhanad Al-Saad      | 0    | 0      | USL Dunkerque |
| 19          | Turki Al-Ammar       | 9    | 1      | Al-Qadsiah    |
| 20          | Abdullah Al-Salem    | 1    | 0      | Al-Khaleej    |
| 24          | Abdulrahman Al-Oboud | 4    | 0      | Al-Ittihad    |
| 25          | Hammam Al-Hammami    | 0    | 0      | Al-Kholood    |

## Recent opgeroepen spelers
Onderstaande spelers zaten wel in de voorselectie voor het WK 2018 in Rusland,
maar zijn uiteindelijk door bondscoach Juan Antonio Pizzi niet meegenomen naar het eindtoernooi.
| Doel               |    |   |            |
| Assaf Al-Qarni     | 11 | 0 | Al-Ittihad |
| Verdediging        |    |   |            |
| Saeed Al Mowalad   | 13 | 0 | Al-Ahli    |
| Mohammed Jahfali   | 2  | 0 | Al-Hilal   |
| Middenveld         |    |   |            |
| Nawaf Al-Abed      | 43 | 8 | Al-Hilal   |
| Aanval             |    |   |            |
| Mohammed Al-Kwikbi | 4  | 0 | Al-Ettifaq |

## FIFA-wereldranglijst[11]
| 1993 | 1994 | 1995 | 1996 | 1997 | 1998 | 1999 | 2000 | 2001 | 2002 | 2003 | 2004 | 2005 | 2006 | 2007 | 2008 | 2009 | 2010 | 2011 | 2012 | 2013 | 2014 | 2015 | 2016 | 2017 | 2018 |
| ---- | ---- | ---- | ---- | ---- | ---- | ---- | ---- | ---- | ---- | ---- | ---- | ---- | ---- | ---- | ---- | ---- | ---- | ---- | ---- | ---- | ---- | ---- | ---- | ---- | ---- |
| 38   | 27   | 54   | 37   | 33   | 30   | 39   | 36   | 31   | 38   | 26   | 28   | 33   | 64   | 61   | 48   | 63   | 80   | 96   | 126  | 87   | 102  | 80   | 54   | 63   | 69   |

## Bekende spelers
- Sami Al-Jaber
- Abdulaziz Khathran
- Hamad Al-Montashari
- Saeed Al-Owairan

SAFF · A-internationals · Selecties · Bondscoaches · Statistieken · Saoedi-Arabisch vrouwenelftal · Saoedi-Arabië U21 · Saoedi-Arabië U20 · Saoedi-Arabië U19 · Saoedi-Arabië U18 · Saoedi-Arabië U17
1950 – 1959 · 
1960 – 1969 · 
1970 – 1979 · 
1980 – 1989 · 
1990 – 1999 · 
2000 – 2009 · 
2010 – 2019 ·
2020 − 2029
WK 1994 · 
WK 1998 · 
WK 2002 · 
WK 2006 · 
WK 2018
OS 1984 · 
OS 1996 · 
OS 2020
1957 · 
1958 · 1959 · 1960 · 
1961 · 
1962 · 
1963 · 
1964 · 1965 · 1966 · 
1967 · 
1968 · 
1969 · 
1970 · 
1971 · 
1972 · 
1973 · 
1974 · 
1975 · 
1976 · 
1977 · 
1978 · 
1979 · 
1980 · 
1981 · 
1982 · 
1983 · 
1984 · 
1985 · 
1986 · 
1987 · 
1988 · 
1989 · 
1990 · 
1991 · 
1992 · 
1993 · 
1994 · 
1995 · 
1996 · 
1997 · 
1998 · 
1999 · 
2000 · 
2001 · 
2002 · 
2003 · 
2004 · 
2005 · 
2006 · 
2007 · 
2008 · 
2009 · 
2010 · 
2011 · 
2012 · 
2013 ·
2014 ·
2015 ·
2016 ·
2017 ·
2018 ·
2019 ·
2020 ·
2021 ·
2022 ·
2023
Afghanistan · 
Albanië ·
Algerije · 
Angola · 
Argentinië · 
Australië · 
Azerbeidzjan · 
Bahrein · 
Bangladesh · 
België · 
Bhutan · 
Bolivia · 
Brazilië · 
Bulgarije · 
Cambodja ·
Canada · 
Chili · 
China · 
Colombia ·
Congo-Brazzaville · 
Congo-Kinshasa · 
Costa Rica · 
Cyprus · 
Denemarken · 
Duitsland · 
Ecuador ·
Egypte · 
Engeland · 
Equatoriaal-Guinea ·
Estland · 
Finland · 
Frankrijk · 
Gabon · 
Gambia ·
Georgië · 
Ghana · 
Griekenland ·
Haïti · 
Honduras · 
Hongarije · 
Hongkong · 
Ierland · 
IJsland · 
India · 
Indonesië · 
Irak · 
Iran · 
Italië ·
Jamaica · 
Japan · 
Jemen · 
Jordanië · 
Kameroen · 
Kazachstan · 
Kirgizië · 
Koeweit · 
Kroatië ·
Laos ·
Letland ·
Libanon · 
Libië · 
Liechtenstein · 
Litouwen ·
Luxemburg · 
Macau ·  
Maleisië · 
Mali · 
Marokko · 
Mauritanië · 
Mexico · 
Moldavië ·
Mongolië · 
Namibië · 
Nederland · 
Nepal · 
Nieuw-Zeeland · 
Nigeria · 
Noord-Korea ·
Noord-Macedonië ·
Noorwegen ·
Oeganda · 
Oekraïne · 
Oezbekistan · 
Oman · 
Oost-Timor ·
Pakistan ·
Palestina · 
Panama ·
Paraguay · 
Peru ·
Polen · 
Portugal · 
Qatar · 
Rusland · 
Schotland · 
Senegal · 
Singapore · 
Slovenië · 
Slowakije · 
Soedan · 
Spanje · 
Sri Lanka · 
Syrië · 
Tadzjikistan · 
Taiwan · 
Tanzania · 
Thailand · 
Togo · 
Trinidad en Tobago · 
Tsjechië · 
Tunesië · 
Turkije · 
Turkmenistan · 
Uruguay · 
Venezuela · 
Verenigde Arabische Emiraten · 
Verenigde Staten · 
Vietnam · 
Wales · 
Wit-Rusland · 
Zambia ·
Zimbabwe ·
Zuid-Afrika · 
Zuid-Jemen · 
Zuid-Korea · 
Zweden
Argentinië (1992) · 
Argentinië (2022) · 
Egypte (2018) · 
Oekraïne (2006) · 
Rusland (2018) ·
Spanje (2006) ·
Tunesië (2006) ·
Uruguay (2018)